# Awda Abu Tayi
ʿAwda ibn Ḥarb Abū Tāyih al-Ḥuwayṭī (Abū ʿInād), in arabo ابو عناد عودة بن حرب ابو تايه الحويطي‎? (Hejaz, 11 gennaio 1870 – Amman, 27 dicembre 1924), fu shaykh della tribù araba beduina higiazena degli Ḥoweyṭāt al tempo della rivolta araba di Fayṣal e di Lawrence d'Arabia, nel corso della prima guerra mondiale.

## Biografia
Convinto dal colonnello Thomas Edward Lawrence a unirsi alla rivolta, ʿAwda e gli altri membri della sua tribù furono fondamentali per la conquista nel luglio del 1917 della cittadina, attualmente giordana, di ʿAqaba e, nell'ottobre del 1918, della stessa Damasco, dove poi sorse l'effimero Regno Arabo di Siria, guidato da Fayṣal. Lawrence, nei suoi Sette pilastri della saggezza, definisce ʿAwda il "più grande guerriero dell'Arabia settentrionale". ʿAwda era inizialmente al soldo dei turchi ottomani, ma mutò alleanza, unendosi a Lawrence e alla rivolta araba, diventando un fervido sostenitore del movimento d'indipendenza arabo.
Dopo il collasso del governo arabo a Damasco, egli si ritirò tuttavia nel suo rifugio nella steppa, costruendo un moderno palazzo grazie all'impiego di schiavi turchi da lui catturati. Nel 1924, prima che lo stesso venisse completato, morì tuttavia per cause naturali.

## Trasposizione cinematografica
È stato ricordato da David Lean che, nel suo film del 1962 Lawrence d'Arabia, ne fece interpretare la figura da Anthony Quinn, particolarmente efficace nel rappresentare la sua complessa personalità di beduino, di patriota e di uomo dai forti sentimenti. Famosa la sua battuta in cui, alla sottolineatura del suo amore per l'oro, egli rispose che ne reclamava non tanto per sé, quanto per la sua gente, affermando: «Sono un fiume per il mio popolo!» e che sosteneva la rivolta araba non tanto per l'oro che riceveva dal Regno Unito ma, con buona dose di furberia, «per il suo piacere».